# Sulniac
Sulniac (bret. Sulnieg) – miejscowość i gmina we Francji, w regionie Bretania, w departamencie Morbihan.
Według danych na rok 1990 gminę zamieszkiwało 2019 osób, a gęstość zaludnienia wynosiła 72 osoby/km² (wśród 1269 gmin Bretanii Sulniac plasuje się na 312. miejscu pod względem liczby ludności, natomiast pod względem powierzchni na miejscu 314.).